# John Stol

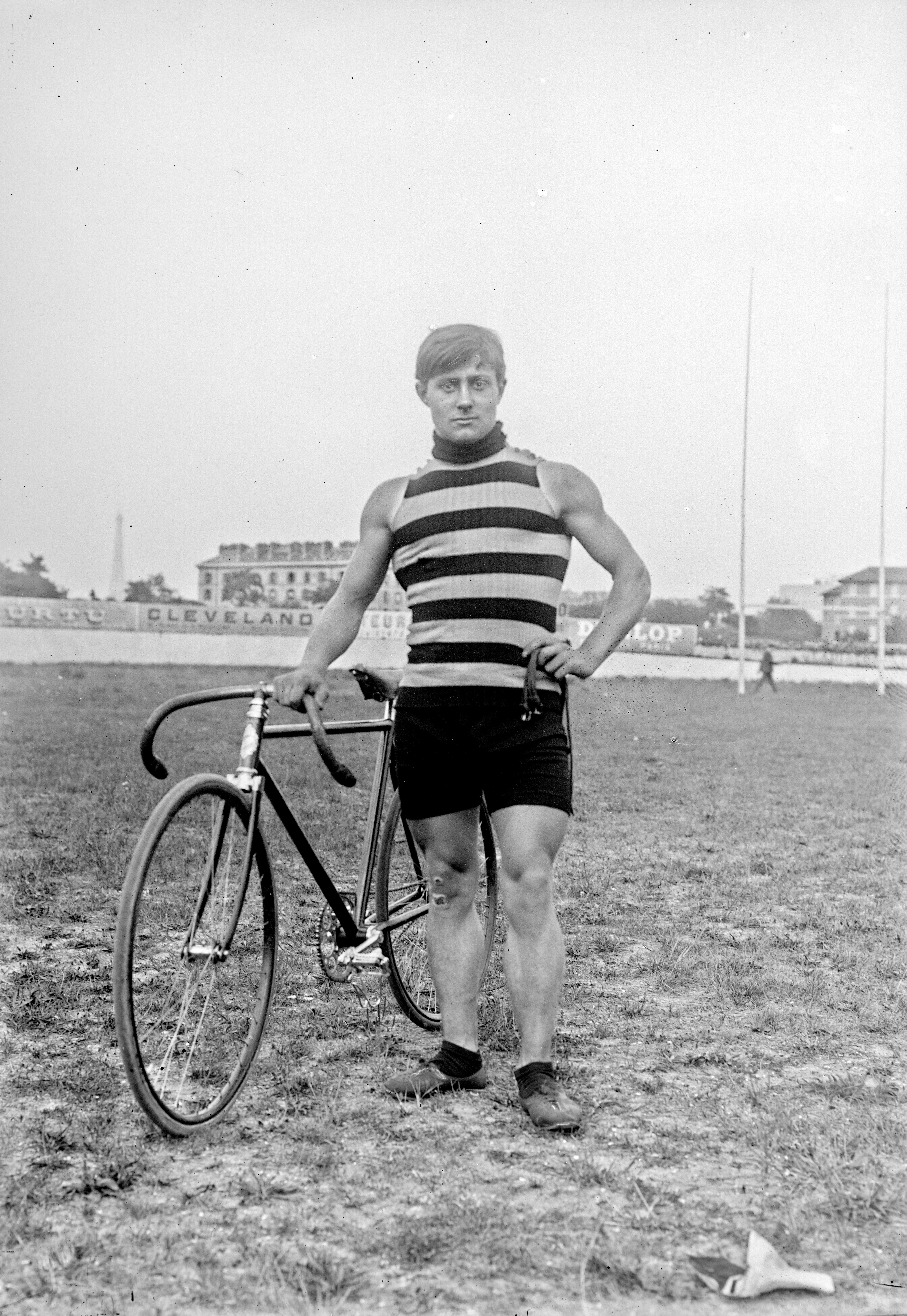
John Stol 1904.

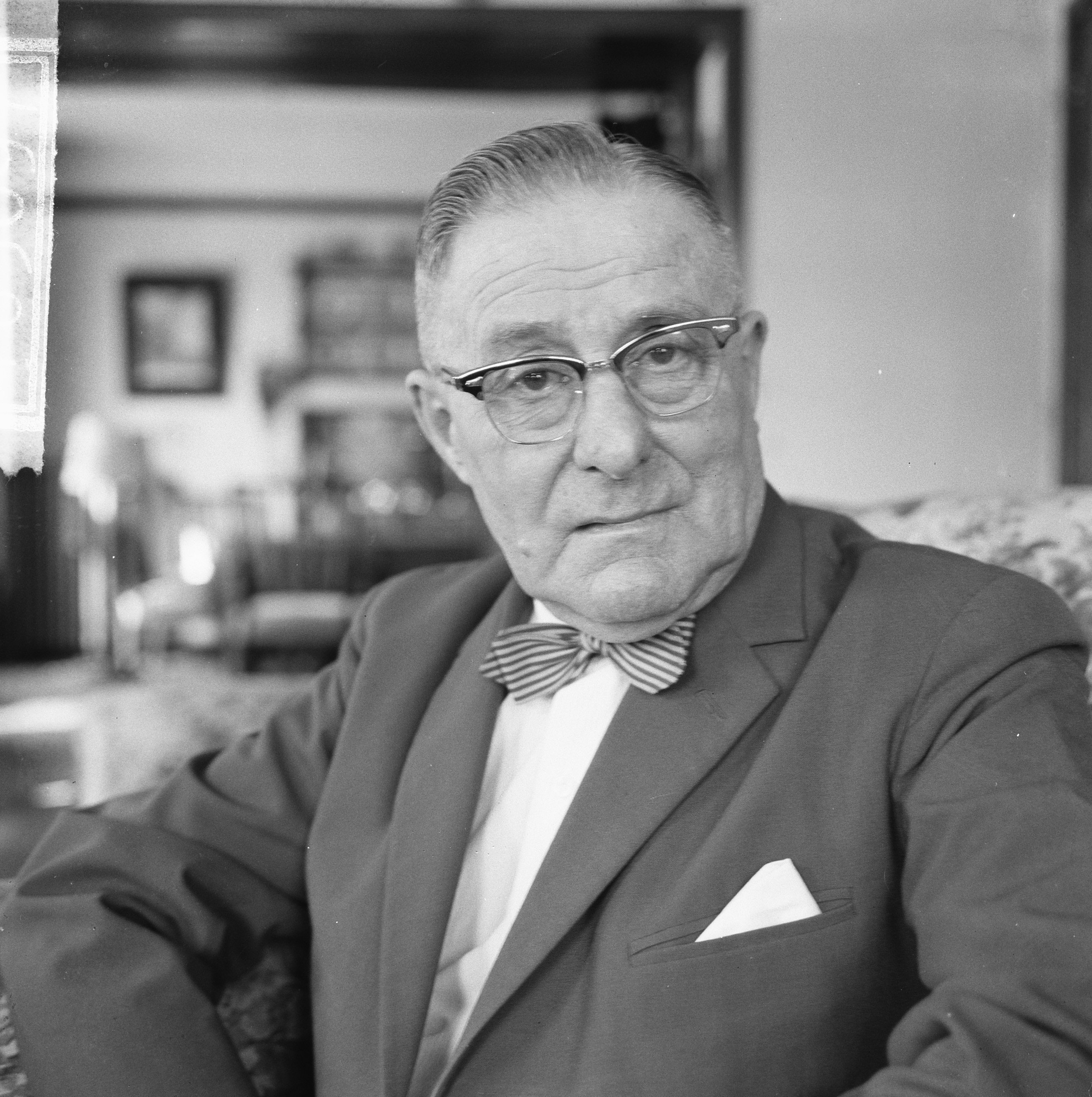
John Stol på sin 80-årsdag.

John Stol, född den 19 april 1885 i Amsterdam, död den 26 juli 1973 på samma plats, var en nederländsk bancyklist.

## Meriter

### Sexdagarslopp
1904/1905
2:a i New Yorks sexdagars med Arthur Vanderstuyft
1907/1908
Vinnare av New Yorks sexdagars med Walter Rütt
1908/1909
2:a i New Yorks sexdagars med Walter Rütt
2:a i Berlins sexdagars med Marcel Berthet
1909/1910
2:a i Berlins sexdagars med Robert Walthour
1911/1912
Vinnare av Berlins sexdagars (november) med Walter Rütt
Vinnare av Frankfurts sexdagars med Walter Rütt
Vinnare av Berlins sexdagars (februari) med Walter Rütt
Vinnare av Berlins sexdagars (mars) med Walter Rütt
1912/1913
2:a i Berlins sexdagars med Jules Miquel
1913/1914
Vinnare av Bryssels sexdagars med Cyrille Van Hauwaert
2:a i Berlins sexdagars med Jules Miquel

### Nederländska mästerskap
Sprint: 1913, 1914, 1918
25/50 km: 1913